# Tetrastemma bistriatum
Tetrastemma bistriatum är en djurart som tillhör fylumet slemmaskar, och som först beskrevs av Timofeeva 1912.  Tetrastemma bistriatum ingår i släktet Tetrastemma och familjen Tetrastemmatidae. Inga underarter finns listade i Catalogue of Life.